# K jak kosmos
K jak kosmos (tyt. oryg. S is for Space) – zbiór krótkich opowiadań science fiction dla młodzieży Raya Bradbury’ego. Pierwsze wydanie ukazało się w 1966 roku w Stanach Zjednoczonych nakładem wydawnictwa Doubleday. W Polsce zbiór został wydany w 1978 roku przez Wydawnictwo „Iskry” w ramach serii wydawniczej Fantastyka-Przygoda.

## Opowiadania
1. Poczwarka (Chrysalis) – przełożyła Zofia Uhrynowska-Hanasz.
2. Słup ognia (Pillar of Fire) – przełożył Marek Cegieła.
3. Godzina zero (Zero Hour) – przełożyła Ewa Kieruzalska.
4. Człowiek (The Man) – przełożył Marek Marszał.
5. Czas ucieczki (Time in Thy Flight) – przełożył Marek Marszał.
6. Samotny przechodzień (The Pedestrian) – przełożyła Ewa Kieruzalska.
7. Witaj i żegnaj (Hail and Farewell) – przełożyła Zofia Uhrynowska-Hanasz.
8. Niewidzialny chłopiec (Invisible Boy) – przełożyła Ewa Kieruzalska.
9. Zejdź do mojej piwnicy (Come into My Cellar) – przełożył Marek Marszał.
10. Wycieczka na milion lat (The Million-Year Picnic) – przełożył Adam Kaska.
11. Krzyk kobiety (The Screaming Woman) – przełożył Marek Cegieła.
12. Uśmiech (The Smile) – przełożył Marek Marszał.
13. Ciemnoskórzy byli i złotoocy (Dark They Were, and Golden-eyed) – przełożyła Zofia Uhrynowska-Hanasz.
14. Tramwaj (The Trolley) – przełożył Marek Cegieła.
15. Latający człowiek (The Flying Machine) – przełożył Marek Marszał.
16. Ikar Montgolfier (Icarus Montgolfier Wright) – przełożył Marek Marszał.